# 愛德華·舍恩菲爾德
愛德華·舍恩菲爾德（Eduard Schönfeld）是一位德國天文學家，曾參與波昂星表編製。

## 生平
1828年12月22日，愛德華‧舍恩菲爾德出生於薩克森-邁寧根希爾德堡豪森的猶太家庭。1838年，他進入希爾德堡豪森人文中學。
1848年至1849年，他在漢諾威理工學院學習土木工程。1849年，他隨後進入卡塞爾高等職業學校。秋天，他開始在馬堡大學學習物理學、化學、礦物學，然後跟隨克里斯蒂安·路德維希·格林（Christian Ludwig Gerling）學習天文學。11月29日，馬堡天文台首次公開觀測。
1851年，他前往波昂拜訪弗里德里希·阿格蘭德。1852年4月23日，他開始跟隨阿格蘭德學習天文學。他在北部波昂調查中扮演了關鍵角色，直至1868年調查完成。1853年復活節，他成為阿格蘭德的助手。1854年8月9日他在波昂獲得博士學位。
1859年10月，他成為曼海姆天文台的教授兼台長。1875年，他接替阿格蘭德成為波昂天文台的正教授兼台長。
1884年，舍恩菲爾德當選為美國藝術與科學學院院士。
1887年2月20日，他被選為普魯士科學院成員。1887年和1888年，他擔任波昂大學校長。1891年5月1日，愛德華‧舍恩菲爾德於波昂去世。

## 榮譽
小行星5926及月球背面的一個隕石坑以他的名字命名。